# Hoofdklasse hockey heren 2011/12
Het seizoen 2011/12 was de 39ste editie van de Nederlandse herenhoofdklasse hockey. De competitie begon op 11 september 2011 en eindigde op 6 mei 2012 met de laatste speelronde. Aansluitend begonnen de play-offs om het landskampioenschap en promotie/degradatie.
In het voorgaande seizoen waren Tilburg en HDM gedegradeerd. Schaerweijde en Hurley namen hun plaatsen in. Na afloop van dit seizoen stopte de Rabobank als naamgever en heette de competitie voor het laatst Rabo Hoofdklasse.
Amsterdam prolongeerde in de tweede wedstrijd bij Rotterdam op 19 mei het landskampioenschap. Hurley degradeerde rechtstreeks.

## Clubs
De clubs die dit seizoen aantreden:
| Heren \| Club \| Stad \| Coach \| \| ------------------ \| ---------------- \| ----------------------- \| \| Amsterdamsche H&BC \| Amsterdam \| Taco van den Honert \| \| HC Bloemendaal \| Bloemendaal \| Dave Smolenaars \| \| HC Den Bosch \| 's-Hertogenbosch \| Siegfried Aikman \| \| HGC \| Wassenaar \| Alejandro Verga \| \| Hurley \| Amsterdam \| Paul Robert Lankhout \| \| HC Kampong \| Utrecht \| Michiel van der Struijk \| \| Larense MHC \| Laren \| Roelant Oltmans \| \| Oranje Zwart \| Eindhoven \| Sjoerd Marijne \| \| Pinoké \| Amsterdam \| Giles Bonnet \| \| HC Rotterdam \| Rotterdam \| Reinoud Wolff \| \| Schaerweijde \| Zeist \| Bart Looije \| \| SCHC \| Bilthoven \| Adel Fuentes \| |                  |                         |
| Club | Stad             | Coach                   |
| Amsterdamsche H&BC | Amsterdam        | Taco van den Honert     |
| HC Bloemendaal | Bloemendaal      | Dave Smolenaars         |
| HC Den Bosch | 's-Hertogenbosch | Siegfried Aikman        |
| HGC | Wassenaar        | Alejandro Verga         |
| Hurley | Amsterdam        | Paul Robert Lankhout    |
| HC Kampong | Utrecht          | Michiel van der Struijk |
| Larense MHC | Laren            | Roelant Oltmans         |
| Oranje Zwart | Eindhoven        | Sjoerd Marijne          |
| Pinoké | Amsterdam        | Giles Bonnet            |
| HC Rotterdam | Rotterdam        | Reinoud Wolff           |
| Schaerweijde | Zeist            | Bart Looije             |
| SCHC | Bilthoven        | Adel Fuentes            |

## Eindstand
Na 22 speelronden was de eindstand:
| Heren \| # \| Club \| GS \| W \| G \| V \| P \| DV \| DT \| DS \| \| -- \| ------------ \| -- \| -- \| - \| -- \| --- \| ------- \| ------- \| --- \| \| 1 \| Rotterdam \| 22 \| 15 \| 2 \| 5 \| 47 \| 77 - 54 \| 77 - 54 \| +23 \| \| 2 \| Amsterdam \| 22 \| 13 \| 6 \| 3 \| 45 \| 77 - 49 \| 77 - 49 \| +28 \| \| 3 \| Kampong \| 22 \| 14 \| 2 \| 6 \| 44 \| 56 - 48 \| 56 - 48 \| +8 \| \| 4 \| Bloemendaal \| 22 \| 13 \| 3 \| 6 \| 42 \| 77 - 41 \| 77 - 41 \| +36 \| \| 5 \| Pinoké \| 22 \| 12 \| 6 \| 4 \| 42 \| 64 - 45 \| 64 - 45 \| +19 \| \| 6 \| Oranje Zwart \| 22 \| 8 \| 5 \| 9 \| 29 \| 49 - 52 \| 49 - 52 \| -3 \| \| 7 \| HGC \| 22 \| 6 \| 5 \| 11 \| 23 \| 40 - 47 \| 40 - 47 \| -7 \| \| 8 \| Laren \| 22 \| 6 \| 5 \| 11 \| 23 \| 46 - 57 \| 46 - 57 \| -11 \| \| 9 \| Den Bosch \| 22 \| 6 \| 5 \| 11 \| 23* \| 49 - 63 \| 49 - 63 \| -14 \| \| 10 \| SCHC \| 22 \| 6 \| 3 \| 13 \| 21 \| 41 - 60 \| 41 - 60 \| -19 \| \| 11 \| Schaerweijde \| 22 \| 6 \| 2 \| 14 \| 20 \| 39 - 73 \| 39 - 73 \| -34 \| \| 12 \| Hurley \| 22 \| 4 \| 2 \| 16 \| 14 \| 39 - 65 \| 39 - 65 \| -26 \| |              |    |    |   |    |     |         |         |     |
| # | Club         | GS | W  | G | V  | P   | DV      | DT      | DS  |
| 1 | Rotterdam    | 22 | 15 | 2 | 5  | 47  | 77 - 54 | 77 - 54 | +23 |
| 2 | Amsterdam    | 22 | 13 | 6 | 3  | 45  | 77 - 49 | 77 - 49 | +28 |
| 3 | Kampong      | 22 | 14 | 2 | 6  | 44  | 56 - 48 | 56 - 48 | +8  |
| 4 | Bloemendaal  | 22 | 13 | 3 | 6  | 42  | 77 - 41 | 77 - 41 | +36 |
| 5 | Pinoké       | 22 | 12 | 6 | 4  | 42  | 64 - 45 | 64 - 45 | +19 |
| 6 | Oranje Zwart | 22 | 8  | 5 | 9  | 29  | 49 - 52 | 49 - 52 | -3  |
| 7 | HGC          | 22 | 6  | 5 | 11 | 23  | 40 - 47 | 40 - 47 | -7  |
| 8 | Laren        | 22 | 6  | 5 | 11 | 23  | 46 - 57 | 46 - 57 | -11 |
| 9 | Den Bosch    | 22 | 6  | 5 | 11 | 23* | 49 - 63 | 49 - 63 | -14 |
| 10 | SCHC         | 22 | 6  | 3 | 13 | 21  | 41 - 60 | 41 - 60 | -19 |
| 11 | Schaerweijde | 22 | 6  | 2 | 14 | 20  | 39 - 73 | 39 - 73 | -34 |
| 12 | Hurley       | 22 | 4  | 2 | 16 | 14  | 39 - 65 | 39 - 65 | -26 |

(*) Heren Den Bosch drie punten in mindering opgelegd door de KNHB in oktober 2011. In augustus 2012 werd de straf teruggedraaid, maar bleek dat daardoor niet Den Bosch, maar SCHC degradatiewedstrijden had moeten spelen tegen HC Tilburg. Overgangsklasser Tilburg ging in beroep maar na goed overleg met de bond ging de club overstag.

### Legenda
| Afk.      | Betekenis                                                                               |
| --------- | --------------------------------------------------------------------------------------- |
| GS        | aantal gespeelde wedstrijden                                                            |
| W         | aantal gewonnen wedstrijden                                                             |
| G         | aantal gelijk gespeelde wedstrijden                                                     |
| V         | aantal verloren wedstrijden                                                             |
| P         | totaal aantal punten                                                                    |
| DV        | aantal gemaakte doelpunten                                                              |
| DT        | aantal doelpunten tegen                                                                 |
| DS        | doelsaldo                                                                               |
| Amsterdam | Amsterdam, Rotterdam en Bloemendaal plaatsen zich voor de Euro Hockey League 2012/2013  |
| Kampong   | Kampong heeft zich alleen weten te plaatsen voor de play offs                           |
| Den Bosch | Den Bosch en Schaerweijde hebben zich weten te handhaven dankzij winst in de play offs. |
| Hurley    | Hurley is rechtstreeks gedegradeerd                                                     |

## Topscorers
| #  | Speler               | Club         | Goals |
| -- | -------------------- | ------------ | ----- |
| 1. | Roderick Weusthof    | Rotterdam    | 34    |
| 2. | Justin Reid-Ross     | Pinoké       | 26    |
| 3. | Melchior Looijen     | Laren        | 21    |
| 4. | Olmer Meijer         | Bloemendaal  | 17    |
| 5. | Mink van der Weerden | Oranje Zwart | 17    |

## Play offs kampioenschap
Na de reguliere competitie wordt het seizoen beslist door middel van play-offs om te bepalen wie zich kampioen van Nederland mag noemen. Deze begonnen op woensdag 9 mei 2012 met de halve finales. De nummer 1 neemt het hierin op tegen de nummer 4 en de nummer 2 neemt het op tegen de nummer 3. Vervolgens spelen de winnaars in de finale om het landskampioenschap.
Geplaatste clubs
| #  | Club        |
| -- | ----------- |
| 1. | Rotterdam   |
| 2. | Amsterdam   |
| 3. | Kampong     |
| 4. | Bloemendaal |

Eerste halve finales
| 9 mei 2012 20:30 UTC+2 |           |           |                                                                                      |
| Bloemendaal            | 1-0 (0-0) | Rotterdam | Sportpark 't Kopje, Bloemendaal Scheidsrechters: Roderick Wijsmuller Michiel Brüning |
| 60' Eby Kessing (sc)   |           |           | Sportpark 't Kopje, Bloemendaal Scheidsrechters: Roderick Wijsmuller Michiel Brüning |

| 9 mei 2012 20:30 UTC+2      |           |                                          |                                                                       |
| Kampong                     | 1-2 (1-1) | Amsterdam                                | Sportpark Maarschalkerweerd, Utrecht Scheidsrechters: Roel van Eert ? |
| 8' Bruno van den Bosch (sc) |           | 18' Taeke Taekema (sc) 61' Mirco Pruyser | Sportpark Maarschalkerweerd, Utrecht Scheidsrechters: Roel van Eert ? |

Tweede halve finales
| 12 mei 2012 15:00 UTC+2 |           |             |                                                                               |
| Rotterdam               | 1-0 (1-0) | Bloemendaal | Stadion Hazelaarweg, Rotterdam Scheidsrechters: Coen van Bunge Bart de Liefde |
| 30' Paul Melkert        |           |             | Stadion Hazelaarweg, Rotterdam Scheidsrechters: Coen van Bunge Bart de Liefde |

| 12 mei 2012 15:00 UTC+2                                                 |           |                                                                       |                                                                              |
| Amsterdam                                                               | 4-3 (1-2) | Kampong                                                               | Wagener-stadion, Amstelveen Scheidsrechters: Roderick Wijsmuller Gijs Hofman |
| 30' Don Prins 53' Taeke Taekema (sc) 61' Billy Bakker 65' Mirco Pruyser |           | 24' Sander de Wijn (sc) 25' Constantijn Jonker 63' Thijs de Wert (sc) | Wagener-stadion, Amstelveen Scheidsrechters: Roderick Wijsmuller Gijs Hofman |

Derde wedstrijd
| 13 mei 2012 15:00 UTC+2                         |           |                    |                                                                               |
| Rotterdam                                       | 2-1 (1-1) | Bloemendaal        | Stadion Hazelaarweg, Rotterdam Scheidsrechters: Roel van Eert Michiel Brüning |
| 10' Roderick Weusthof (sc) 68' Sjoerd Gerretsen |           | 17' Ronald Brouwer | Stadion Hazelaarweg, Rotterdam Scheidsrechters: Roel van Eert Michiel Brüning |

3de/4de plaats
| 17 mei 2012 15:00 UTC+2                   |                |                     |                                                                     |
| Bloemendaal                               | 2-1 (0-1)(1-1) | Kampong             | Sportpark 't Kopje, Bloemendaal Scheidsrechters: Frank van Olphen ? |
| 36' Tim Jenniskens 73' Diede van Puffelen |                | 22' Quirijn Caspers | Sportpark 't Kopje, Bloemendaal Scheidsrechters: Frank van Olphen ? |

| 19 mei 2012 15:00 UTC+2 |           |                                       |                                                                                   |
| Kampong                 | 1-2 (0-1) | Bloemendaal                           | Sportpark Maarschalkerweerd, Utrecht Scheidsrechters: Bart de Liefde Gijs Hofman? |
| 67' Constantijn Jonker  |           | 23' Rogier Hofman 54' Roel Bovendeert | Sportpark Maarschalkerweerd, Utrecht Scheidsrechters: Bart de Liefde Gijs Hofman? |

Finale
| 17 mei 2012 15:00 UTC+2                                              |                |                                                |                                                                                  |
| Amsterdam                                                            | 3-2 (1-0)(2-2) | Rotterdam                                      | Wagener-stadion, Amstelveen Scheidsrechters: Michiel Brüning Roderick Wijsmuller |
| 28' Taeke Taekema (sc) 58' Taeke Taekema (sb) 77' Taeke Taekema (sb) |                | 39' Roderick Weusthof 56' Robert van der Horst | Wagener-stadion, Amstelveen Scheidsrechters: Michiel Brüning Roderick Wijsmuller |

| 19 mei 2012 15:00 UTC+2     |           |                                     |                                                                              |
| Rotterdam                   | 1-2 (0-1) | Amsterdam                           | Stadion Hazelaarweg, Rotterdam Scheidsrechters: Roel van Eert Coen van Bunge |
| 38' Jeroen Hertzberger (sc) |           | 11' Billy Bakker 44' Valentin Verga | Stadion Hazelaarweg, Rotterdam Scheidsrechters: Roel van Eert Coen van Bunge |

Eindrangschikking
| # | club                                                 |
| - | ---------------------------------------------------- |
| 1 | Amsterdam (kampioen 2011/12 en deelname EHL 2012/13) |
| 2 | Rotterdam (deelname EHL 2012/13)                     |
| 3 | Bloemendaal (deelname EHL 2012/13)                   |
| 4 | Kampong                                              |

## Promotie/Degradatie play offs
| Hoofdklasse  | Resultaat | Overgangsklasse | Resultaat |
| ------------ | --------- | --------------- | --------- |
| Den Bosch    | 10        | Tilburg         | 3         |
| Schaerweijde | 11        | Almere          | 2         |

Play outs 10de/3de
| Datum              | Wedstrijd           | Uitslag        | Scoreverloop |
| ------------------ | ------------------- | -------------- | --- |
| 17 mei 2012, 15:00 | Tilburg - Den Bosch | 2 - 2* (0 - 2) | 1-0 Juliën van den Nieuwenhuijzen, 2-0 Philip Thiadens, 2-1 Marcel Verbunt (sc), 2-2 Jip Krens. (* Den Bosch wint na shoot-outs)                            |
| 19 mei 2012, 15:00 | Den Bosch - Tilburg | 7 - 0 (2 - 0)  | 1-0 Matthijs Brouwer, 2-0 Matthijs Brouwer, 3-0 Austin Smith (sc), 4-0 Philip Thiadens (sc), 5-0 Philip Thiadens, 6-0 Philip Thiadens, 7-0 M. Brouwer (sb). |

Play outs 11de/2de
| Datum              | Wedstrijd             | Uitslag        | Scoreverloop                                                                                                 |
| ------------------ | --------------------- | -------------- | --- |
| 17 mei 2012, 15:00 | Almere - Schaerweijde | 1 - 2 (1 - 0)  | 1-0 Nicki Leijs (sc), 1-1 Ali Aktar, 1-2 Muhammad Ateeq (sc).                                                |
| 19 mei 2012, 15:00 | Schaerweijde - Almere | 1 - 1* (0 - 0) | 1-0 Barend van den Berg, 1-1 Nicki Leijs (sc). (* Almere wint na shoot-outs)                                 |
| 20 mei 2012, 15:00 | Almere - Schaerweijde | 2 - 3 (1 - 2)  | 0-1 Barend van den Berg, 0-2 Chris Seddon, 1-2 Nicki Leijs (sc), 2-2 Tommy Hofkamp, 2-3 Muhammad Ateeq (sc). |

Den Bosch en Schaerweijde handhaven zich.
Nederlands landskampioenschap:

1897/98 ·
1898/99 ·
1899/00 ·
1900/01 ·
1901/02 ·
1902/03 ·
1903/04 ·
1904/05 ·
1905/06 ·
1906/07 ·
1907/08 ·
1908/09 ·
1909/10 ·
1910/11 ·
1911/12 ·
1912/13 ·
1913/14 ·
1914/15 ·
1915/16 ·
1916/17 ·
1917/18 ·
1918/19 ·
1919/20 ·
1920/21 ·
1921/22 ·
1922/23 ·
1923/24 ·
1924/25 ·
1925/26 ·
1926/27 ·
1927/28 ·
1928/29 ·
1929/30 ·
1930/31 ·
1931/32 ·
1932/33 ·
1933/34 ·
1934/35 ·
1935/36 ·
1936/37 ·
1937/38 ·
1938/39 ·
1939/40 ·
1940/41 ·
1941/42 ·
1942/43 ·
1943/44 ·
1944/45 ·
1945/46 ·
1946/47 ·
1947/48 ·
1948/49 ·
1949/50 ·
1950/51 ·
1951/52 ·
1952/53 ·
1953/54 ·
1954/55 ·
1955/56 ·
1956/57 ·
1957/58 ·
1958/59 ·
1959/60 ·
1960/61 ·
1961/62 ·
1962/63 ·
1963/64 ·
1964/65 ·
1965/66 ·
1966/67 ·
1967/68 ·
1968/69 ·
1969/70 ·
1970/71 ·
1971/72 ·
1972/73
Hoofdklasse heren:

1973/74 · 
1974/75 · 
1975/76 · 
1976/77 · 
1977/78 · 
1978/79 · 
1979/80 · 
1980/81 · 
1981/82 · 
1982/83 · 
1983/84 · 
1984/85 · 
1985/86 · 
1986/87 · 
1987/88 · 
1988/89 · 
1989/90 · 
1990/91 · 
1991/92 · 
1992/93 · 
1993/94 · 
1994/95 · 
1995/96 · 
1996/97 · 
1997/98 · 
1998/99 · 
1999/00 · 
2000/01 · 
2001/02 · 
2002/03 · 
2003/04 · 
2004/05 · 
2005/06 · 
2006/07 · 
2007/08 · 
2008/09 · 
2009/10 · 
2010/11 · 
2011/12 · 
2012/13 ·
2013/14 ·
2014/15 ·
2015/16 ·
2016/17 ·
2017/18 ·
2018/19 ·
2019/20 ·
2020/21 ·
2021/22 ·
2022/23 ·
2023/24 ·
2024/25 ·
Nederlandse competities: Hoofdklasse (zaal) · Promotieklasse · Overgangsklasse · Eerste klasse · Tweede klasse · Derde klasse · Vierde klasse · Gold Cup · Silver Cup

Nederlands kampioenschap: Lijst van Nederlandse landskampioenen hockey · Lijst van Nederlandse landskampioenen zaalhockey

Europese competities: Euro Hockey League · Europacup I · Europa Cup II · Europacup zaalhockey